# VK Jihostroj České Budějovice
Le VK České Budějovice, ou Jihostroj České Budějovice pour des raisons de parrainage, est un club tchèque de volley-ball, fondé en 1944 puis refondé en 1994 et basé à České Budějovice.

## Palmarès
- Tchécoslovaquie
  - Coupe de Tchécoslovaquie : 
    - Vainqueur : 1983, 1985
- Tchéquie
  - Championnat de Tchéquie : 
    - Champion : 2000, 2002, 2007, 2008, 2009, 2011, 2012, 2014, 2017, 2019
    - Vice champion : 1997, 1999, 2001, 2013, 2015

  - Coupe de Tchéquie
    - Vainqueur : 1999, 2000, 2002, 2003, 2011, 2019, 2020
    - Finaliste : 1998, 2000, 2012

## Entraîneurs
- Jan Svoboda
- Petr Brom
- René Dvořák

## Joueurs majeurs
- Petr Habada (libero, 1,91 m)

1. ↑  Seuls les principaux titres en compétitions officielles sont indiqués ici.